# Max Ammermann
Max Heinrich Ammermann (Amburgo, 5 novembre 1878 – ...) è stato un canottiere tedesco.

## Carriera
Partecipò ai Giochi della II Olimpiade che si svolsero a Parigi nel 1900. Con la sua squadra, il Favorite Hammonia, vinse la medaglia di bronzo nella finale A della gara di quattro con come timoniere. Ciononostante, il CIO assegna la medaglia a Gustav-Adolf Moths, il timoniere che il Favorite Hammonia utilizzò nella semifinale.